# Tokmok
|  | Per a altres significats, vegeu «Toghmak». |

Tokmok (en quirguís: Токмок, Tokmok ('martell'); en rus: Токмак, Tokmak) és una ciutat del Kirguizstan, al nord del país i a l'est de la capital Bixkek. Té una població (cens del 2009) de 53.087 habitants. Fou capital de la província de Txui del 2004 al 19 d'abril de 2006. El riu Txu corre al nord de la ciutat i forma la frontera amb el Kazakhstan. A la zona hi ha les muntanyes de l'Ala Tau.

## Història
Fou un establiment militar dels kans de Kokand que tradicionalment es considera fundat vers 1832, prop (a 8 km al nord-est) de l'antic lloc de Suyab (Su Yek a les fonts xineses, modern llogaret d'Ak-Beshim) que fou la capital del kanat dels Turcs vers 603-704 i després dels Turcs Occidentals, i on hi havia un comerç amb els xinesos considerable. L'objectiu de la fortalesa era l'expansió cap als territoris dels quirguisos i kazakhs. La fundació s'atribueix al kosh-begi Lachker, alt dignatari de la cort de Taixkent. En aquest temps es van fundar també les fortaleses de Merke, Pichpek i Atbachi si bé la data exacta de cap d'elles no se sap. És descrita per l'ambaixador rus M. I. Venjukov el 1859 que diu que tenia quatre murs de 5 metres d'alt i 70 metres de llarg, que podia incloure a 150 o 200 soldats.. V. Radlov la va visitar 10 anys després i fa constar la seva estratègica situació al final d'un congost. Els quirguisos de la rodalia cultivaven els camps per abastir a la fortalesa i també una mina de sal. Els russos la van conquerir el 1860 amb les altres fortaleses de la linea Pishpek, Aulie-Ata, Čimkent i Taixkent. Després de la conquesta russa el coronel Mikhail Txernaïev va fundar un poble a la rodalia amb unes tres mil persones el 13 de maig de 1864, i uns anys després la fortalesa fou demolida.
A l'època soviètica es va industrialitzar amb tallers de reparació de vehicles, conserveres de sucre, molins, fàbriques de vidre, de cartó, de formigó, manufactureres de carn, de llana, i de feltre per les yurtes. El 1939 tenia 19.00 habitants i el 1975 ja eren 52.000 habitants, però el 1990 va baixar a menys de 50.000. La ciutat forma un districte dins la província de Chui, la capital de la qual és Chui, que alhora és també el centre d'un districte de Chui que rodeja per totes les parts al districte de Tokmok, però que tot i així forma districte separat.

## Arqueologia
S'han descobert a la zona les anomenades "dones de pedra", esteles funeràries trobades al peu de l'Ala Tau, i alguns cementiris cristians amb inscripcions nestorianes en escriptura siríaca (dels segles XI a XIV) que mostren la persistència del nestorianisme i de comunitats maniquees a la zona quan ja era completament musulmana. A 11 km de la ciutat hi ha la torre Burana al lloc d'una antiga ciutadella de la que només queda el munt de les restes, i que podria ser el lloc de l'antiga Balasagun dels sogdians i després capital karakhànida per algun temps. Objectes escites que s'han trobat a la zona es poden veure als museus de Sant Petersburg i Bixkek.

## Demografia
Les referències històriques de població són:
- 1970: 42122
- 1979: 58655
- 1989: 73372
- 1999: 59299
- 2009: 53087